# Etiopien vid världsmästerskapen i simsport 2022
Etiopien tävlade vid världsmästerskapen i simsport 2022 i Budapest i Ungern mellan den 17 juni och 3 juli 2022. Etiopien hade en trupp på två idrottare.

## Simning
| Idrottare           | Gren                       | Heat            | Heat            | Semifinal        | Semifinal        | Final            | Final            |
| Idrottare           | Gren                       | Tid             | Placering       | Tid              | Placering        | Tid              | Placering        |
| ------------------- | -------------------------- | --------------- | --------------- | ---------------- | ---------------- | ---------------- | ---------------- |
| Brhane Demeke Amare | Damernas 50 meter frisim   | 34,92           | 80              | Gick inte vidare | Gick inte vidare | Gick inte vidare | Gick inte vidare |
| Brhane Demeke Amare | Damernas 50 meter bröstsim | 44,30           | 54              | Gick inte vidare | Gick inte vidare | Gick inte vidare | Gick inte vidare |
| Tilahun Ayal Malede | Herrarnas 50 meter frisim  | Diskvalificerad | Diskvalificerad | Gick inte vidare | Gick inte vidare | Gick inte vidare | Gick inte vidare |
| Tilahun Ayal Malede | 50 meter fjärilsim         | 30,50           | 69              | Gick inte vidare | Gick inte vidare | Gick inte vidare | Gick inte vidare |